# مقياس الشبكة

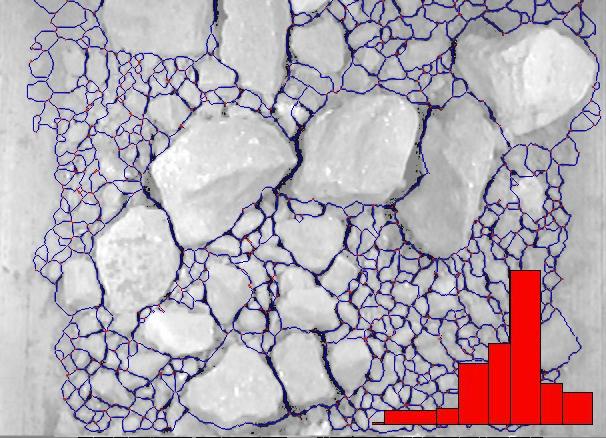

مقياس الشبكة هو وحدة قياس عرفية ومعيار محدد لقياس حجم الجسيمات وتحديد توزيعها من المواد الحبيبية. فعلى سبيل المثال، عينة من حمولة شاحنة من الفول السوداني يمكن وضعها فوق شبكة قياس فتحاتها 5 ملم. وعندما تهتز شبكة، تسقط قطع صغيرة مكسورة وبعض الأغبرة بينما يتم الاحتفاظ الفول السوداني كله على الشبكة. قد يقوم المشتري التجاري باستخدام اختبار مثل هذا لتحديد ما إذا كانت مجموعة من الفول السوداني تحتوي على الكثير من القطع المكسورة. هذا النوع من الاختبار هو شائع في بعض الصناعات، ولتيسير أساليب الاختبار فهي موحدة.

## روابط خارجية
- A comparison of widely used sieve size specifications